# 桥东街道 (乌兰察布市)
桥东街道，是中华人民共和国内蒙古自治区乌兰察布市集宁区下辖的一个乡镇级行政单位。

## 行政区划
桥东街道下辖以下地区：
南站社区、东民建社区、九龙社区、光明社区和电业社区。